# 908 Szkoła Remontów Końskich
908 Szkoła Remontów Końskich – została sformowana jako jednostka zapasowa na podstawie rozkazu nr 82/org. ND WP z 5 grudnia 1944 według etatu 06/62.
Celem jej było przeszkolenie koni i obsługi — niezbędnych dla jednostek kawalerii i oddziałów obsługujących jednostki bojowe. Formowanie odbywało się w Hrubieszowie w ramach 4 Zapasowego Pułku Kawalerii. Kolejnym miejscem postoju były Kozienice.
908 Szkoła Remontów Końskich istniała do 14 grudnia 1945, kiedy to rozkazem 0339/org. została rozformowana. Na bazie rozformowanej szkoły utworzono, tym samym rozkazem, zapas koni.